# Эгита
Эгита́ (бур. Эгэтэ) — село в Еравнинском районе Бурятии. Входит в сельское поселение «Эгитуйское».

## География
Расположено между речками Зун-Нарин-Горхон и Хара-Шэбэр (правые притоки реки Эгиты (Поперечная)), в 3 км к северу от русла Эгиты, в 59 км к юго-западу от районного центра, села Сосново-Озёрское, и в 4 км к северо-западу от центра сельского поселения — посёлка Можайка. В 1,5 км к северо-западу от села, за речкой Хара-Шэбэр, находится буддийский монастырский комплекс — Эгитуйский дацан.

## История
В 1820 году основан Эгитуйский дацан. 
В 1918 году в Эгите основана бурятская начальная школа. В 1930 году открыта изба-читальня.

## Население
| 2002 | 2010 |
| ---- | ---- |
| 360  | ↘342 |

## Инфраструктура
Средняя общеобразовательная школа, детский сад, Дом культуры, библиотека, фельдшерско-акушерский пункт, почтовое отделение.